# Asteroschema lissum
Asteroschema lissum is een slangster uit de familie Asteroschematidae.
De wetenschappelijke naam van de soort werd in 1939 gepubliceerd door Hubert Lyman Clark.